# Грохолиці (гміна Ліпник)
Грохолиці (пол. Grocholice) — село в Польщі, у гміні Ліпник Опатовського повіту Свентокшиського воєводства.
Населення — 93 особи (2011).
У 1975-1998 роках село належало до Тарнобжезького воєводства.

## Демографія
Демографічна структура на день 31 березня 2011 року:
|          | Загалом | Допрацездатний вік | Працездатний вік | Постпрацездатний вік |
| -------- | ------- | ------------------ | ---------------- | -------------------- |
| Чоловіки | 49      | 4                  | 36               | 9                    |
| Жінки    | 44      | 11                 | 26               | 7                    |
| Разом    | 93      | 15                 | 62               | 16                   |